# Merak
Merak (Beta de l'Ossa Major / β Ursae Majoris) és un estel a la constel·lació de l'Ossa Major. Tot i que ostenta la denominació de Bayer «Beta», és sols el cinquè estel més brillant de la constel·lació, sent la seva magnitud aparent +2,34.
Merak és un estel familiar per als observadors de l'hemisferi nord com estrella «apuntadora», anomenada així perquè en estendre la línia que l'uneix amb la propera Dubhe (α Ursae Majoris), s'arriba a Polaris, l'estel polar.

## Nom
El nom de Merak, també escrit com Mirak, prové de l'àrab maraqq, «lloms», per la seva posició en el cos de l'ossa.
En l'antiga Grècia pot haver estat coneguda com a Helike, un dels noms pel qual era coneguda la totalitat de l'Ossa Major. A la Xina l'anomenaven Tien Seuen, «l'esfera armilar», mentre que per als hindús era Pulaha, un dels set Rishis.

## Característiques físiques
Igual que el Sol, Merak és un estel de la seqüència principal, encara que més gran i calent que aquest. De tipus espectral A1V, té una temperatura de 9000 K, brillant amb una lluminositat 69 vegades major que la lluminositat solar.
Amb una massa 2,7 vegades major que la del Sol, la seva edat s'estima en 300 milions d'anys. Hi ha evidència que Merak, igual que Vega o Fomalhaut, està envoltada per un disc de pols. D'una grandària similar a l'òrbita de Saturn, les partícules de pols que el formen tenen una temperatura de diversos centenars K, semblant a la trobada en el nostre sistema planetari. Encara que no s'han descobert planetes orbitant Merak, la presència de pols indica que aquests poden existir o poden estar en procés de formació.
Situada a 79 anys llum del sistema solar, Merak forma part de l'Associació estel·lar de l'Ossa Major.